# Sonata para violonchelo (Alkan)

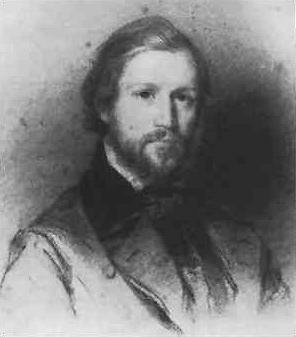
Retrato de Charles-Valentin Alkan.

Charles-Valentin Alkan compuso su Sonata para violonchelo en París en 1856, bajo el título Sonate de concert pour piano et violoncelle (Sonata de concierto para piano y violonchelo), op . 47. La obra está en la tonalidad de mi mayor y se estructura en cuatro movimientos.

## Historia
Alkan completó su sonata para violonchelo en 1856, como muestra el manuscrito fechado. Fue publicada en París en 1857, con dedicatoria a James Odier.  Se estrenó con Alkan como pianista. Un crítico de una interpretación de la obra en París en 1875 con Alkan al piano destacó su "riqueza melódica"  y la ovación del público. La obra fue poco interpretada durante el siglo XX hasta un "mini renacimiento de Alkan".

## Estructura y música
La sonata posee cuatro movimientos:
1. Allegro molto
2. Allegrettino
3. Adagio
4. Finale alla Saltarella: Prestissimo

Es la única de las obras de cámara de Alkan para la que el compositor proporcionó marcas de metrónomo, aunque en la interpretación las velocidades prescritas son problemáticas.
El primer movimiento, en forma de sonata, comienza con un fervor apasionado y luego hace reminiscencia al lirismo de las grandes óperas de la época. En la sección de desarrollo, un "nuevo tema"  en do menor puede haberse inspirado en una introducción similar, en la Sinfonía Eroica de Beethoven, y anticipa movimientos en las composiciones de Brahms.
El segundo movimiento comienza con un tema siciliano simple, que "gradualmente se va infectando con notas 'incorrectas' ligeramente retorcidas, y armonías aún más peculiarmente mordaces",  suena satírico e irónico. El tercer movimiento, Adagio, está acompañado en la partitura por una cita del Libro de Miqueas: "Como rocío del Señor, como lluvia sobre la hierba, que no se detiene para el hombre...".  Alkan, quien había intentado traducir el Antiguo Testamento, : 231 probablemente usó su propia versión francesa. La música presenta una "melodía sentida" en el rango bajo del violonchelo y "pasajes brillantes" de tremolando en el piano, que según el historiador musical David Conway "recuerda las inflexiones del canto haftorah del servicio del sábado [judío]". : 237 Termina con ambos instrumentos desvaneciéndose.
El final es un baile descrito como "maníaco" y "furiosamente rápido", en forma de sonata-rondo. Las saltarellas y tarantelas estaban de moda en Francia en ese momento, por ejemplo en la ópera Masaniello, o La muda de Portici. Según la leyenda, los mordidos por una tarántula bailaron hasta morir en un frenesí, que la música de Alkan parece ilustrar.
La sonata fue considerada "entre las más difíciles y ambiciosas del repertorio romántico... anticipando a Mahler en su yuxtaposición de lo sublime y lo trivial". La musicóloga Brigitte François-Sappey notó en sus cuatro movimientos una anticipación de tonalidad progresiva, cada movimiento ascendiendo en una tercera mayor. : 45 

## Versiones
La obra también tiene una transcripción para viola de Casimir Ney. El propio Alkan también transcribió el último movimiento para dúo de piano.